# Pedro Morenés
Pedro de Morenés e Álvarez de Eulate (Las Arenas, 17 settembre 1948) è un politico spagnolo, ministro della Difesa nel Governo Rajoy I.

## Biografia
Morenés nacque a Las Arenas, provincia di Vizcaya, il 17 settembre 1948. È il secondo figlio di Don José María de Morenés e Carvajal, 4º visconte di Alesón (figlio del conte e contessa dell'Asalto, Grandi di Spagna) e Doña Ana Sofía Álvarez de Eulate y Mac-Mahón. Ha studiato giurisprudenza all'Università di Navarra e economia aziendale all'Università di Deusto.  Ha inoltre conseguito un master in gestione delle navi ed economia presso l'Istituto di economia marittima di Brema.
Morenés ha iniziato la sua carriera come avvocato nel 1979. Dopo aver lavorato per studi legali privati, è diventato capo della sezione Servizi legali della Divisione costruzioni navali presso l'Istituto nazionale dell'industria (INI) nel 1991. È diventato anche professore di charter nautico e trasporto merci nell'Istituto marittimo spagnolo di Madrid e nell'Istituto europeo di studi marittimi. Nel 1994, è stato nominato amministratore delegato della sezione commerciale della divisione Shipbuilding presso il National Industry Institute (INI) e membro del suo comitato direttivo. Successivamente, è stato nominato Segretario di Stato per la Difesa presso il Ministero della Difesa nel maggio 1996. 
Quattro anni dopo, nel maggio 2000, è stato nominato Segretario di Stato per la Sicurezza presso il Ministero degli interni. Il suo mandato è durato due anni e nell'agosto 2002 è diventato segretario di Stato per la politica scientifica e tecnologica presso il ministero della Scienza e della tecnologia. Il suo mandato è durato fino a marzo 2005. È stato segretario generale dell'Associazione degli uomini d'affari da marzo 2005 a giugno 2010. Nel gennaio 2009 è stato anche nominato presidente del consiglio di amministrazione di Construcciones Navales del Norte, e vi ha prestato servizio fino a gennaio 2011. [4] Quindi ha iniziato a servire come presidente di MBDA Spain, una società di sistemi missilistici, nel giugno 2010 e di Segur Ibérica, una società di sicurezza privata, nel gennaio 2011. Il suo mandato è durato fino al dicembre 2011.

### Ministro della Difesa (2011–2016)
Nel 2011, in seguito alla vittoria del Partito Popolare alle elezioni generali, è stato nominato ministro della Difesa spagnolo da Mariano Rajoy. Come ministro, fece viaggi per visitare le truppe spagnole schierate all'estero e difese il mantenimento delle basi statunitensi sul territorio spagnolo, oltre a firmare numerosi contratti di armi. Nel marzo 2014, il Ministero della Difesa ha fornito informazioni sui contratti firmati dallo Stato spagnolo, circa 140 dal 2001, con società di armi; dalla relazione risulta che dal 2011 sono stati aggiudicati 32 contratti a società di cui Morenés era stato amministratore o rappresentante. Nel 2015 è emerso il caso di Zaida Cantera, un capitano che ha denunciato il tenente colonnello Lezcano-Mújica per molestie, condannato a due anni e dieci mesi di carcere. Come risultato di questo caso, l'opposizione al governo ha criticato la gestione della vicenda da parte di Morenés e ha denunciato una campagna di molestie all'interno dell'esercito contro Cantera per la sua denuncia.

### Ambasciatore negli Stati Uniti (2017-2018)
Nominato ambasciatore di Spagna negli Stati Uniti d'America il 25 marzo 2017, ha presentato le sue credenziali al presidente degli Stati Uniti Donald Trump il 24 aprile. Nel giugno 2018, ebbe un'accesa discussione con Quim Torra, presidente della Generalitat della Catalogna, a Washington, durante la cerimonia di ricevimento di un festival folkloristico sponsorizzato dall'Istituto Smithsonian a cui partecipava una delegazione della regione.
Nel settembre 2018 è stato sostituito con decisione del Consiglio dei ministri.